# 工人村街道 (沈阳市)
工人村街道，是中华人民共和国辽宁省沈阳市铁西区下辖的一个乡镇级行政单位。

## 行政区划
工人村街道下辖以下地区：
劳模社区、新喜社区、新苑社区、新利社区、新华社区、壮工社区、清乐社区、工人新村三社区、功勋社区、园西社区、中海社区、西站社区、泰山社区、仙女湖社区、大天地社区、工人新村一社区和工人新村二社区。